# Вовча (притока Сіверського Дінця)
Во́вча (Вовчі Води) — річка в Харківській області, ліва притока Сіверського Дінця. 

## Опис
Річка бере початок у селі Шидловка Волоконовського району Бєлгородської області (Росія). В межі Харківської області річка входить східніше села Землянки Вовчанського району Харківської області і впадає в р. Сіверський Донець на 941 км від його витоку. Загальна довжина річки становить 90 км, із них в межах Харківської області — 62 км. Площа водозбірного басейну — 1340 км², із них в Харківській області 868 км². Середній похил річки — 0,74 м/км. 
Ширина долини досягає 6—11 км, схили значно асиметричні: правий схил досить крутий та розгалужений короткими балками і ярами, лівий схил пологий та характеризується менш розгалуженими довгими балками. 
Стік річки на території Харківської області майже не зарегульований. Заплава досягає ширини 350—400 м. Ділянки низького рівня на заплаві переважно заболочені, а середнього і високого рівня використовуються під сіножаті, частково вони розорані і використовуються під посів сільськогосподарських культур. 
На річці розташоване місто Вовчанськ.

## Притоки
Від витоку до гирла:
- Балка Холодний Яр - ліва притока у Бєлгородській області Росії. Бере початок у селищі Красний Пахарь, тече на захід і впадає у Вовчу на хуторі Зелений Клин [1]
- Плотва I
- Калинів Яр - ліва притока, протікає вздовж російсько-українського кордону, впадає до Вовчої на хуторі Старий (Росія).[2][3]
- Широкий Яр - права притока, починається у селі Дігтярне, тече переважно на південний схід, перетинає російсько-український кордон і впадає у Вовчу у селі Старий (Росія)[4][3]
- Балка Ярмолина - права притока, бере початок між селами Нестерне і Кругле, тече переважно на південь і впадає у Вовчу на півночі від села Бударівське. [5][3]
- Бударівський Яр - ліва притока
- Нестерний - потік, права притока. Бере початок у селі Нестерне, тече переважно на південь, впадає у Вовчу на північному заході від села Бударки[6][3]
- Піщаний Яр - права притока
- Різняківський Яр - ліва притока
- Бузовий яр - ліва притока
- Плотва - ліва притока
- Караїчний Яр - ліва притока
- Біленький Яр - ліва притока, впадає у Вовчу східніше села Покаляне[7][3]
- Білий Яр - ліва притока
- Козлів Яр - ліва притока, впадає у селі Вовчанські Хутори, русло майже повністю розоране.[8][3]
- Безруків Яр - права притока, впадає до Вовчої у місті Вовчанськ[9][3]

## Походження назви
Існує красива легенда, яка описує виникнення річки Вовчої, яка раніше назвалась «Вовчі Води».
Колись давно на території нинішнього Вовчанського району жило багато вовків. І ось в одній зграї помер вожак. Його самка, вовчиця, вирішила взяти на себе роль вожака у зграї. Але не всі вовки погодилися, що призвело до розділу зграї на дві ворогуючі групи. Вовчиця зі своєю групою пішла на схід і почала рити у горі велике лігво, щоб там заховати своїх товаришів від ворогів. Але сталося те, що вони не очікували: з лігва хлинула вода, яка перетворилася на річку. Цю річку ми знаємо зараз як Вовчу. Ще довго ця річка допомагала вовчиці та її зграї. Багато років вовки жили на землі Вовчанщини. Однак у 1950-ті роки терпець людей увірвався й вони винищили усіх вовків, що крали худобу. Тепер у районі Вовчої вони стали великою рідкістю.

## Природоохоронні території в басейні річки
- Вовчанський заказник (у середній течії)
- Графський заказник (у пригирловій частині)

## Галерея

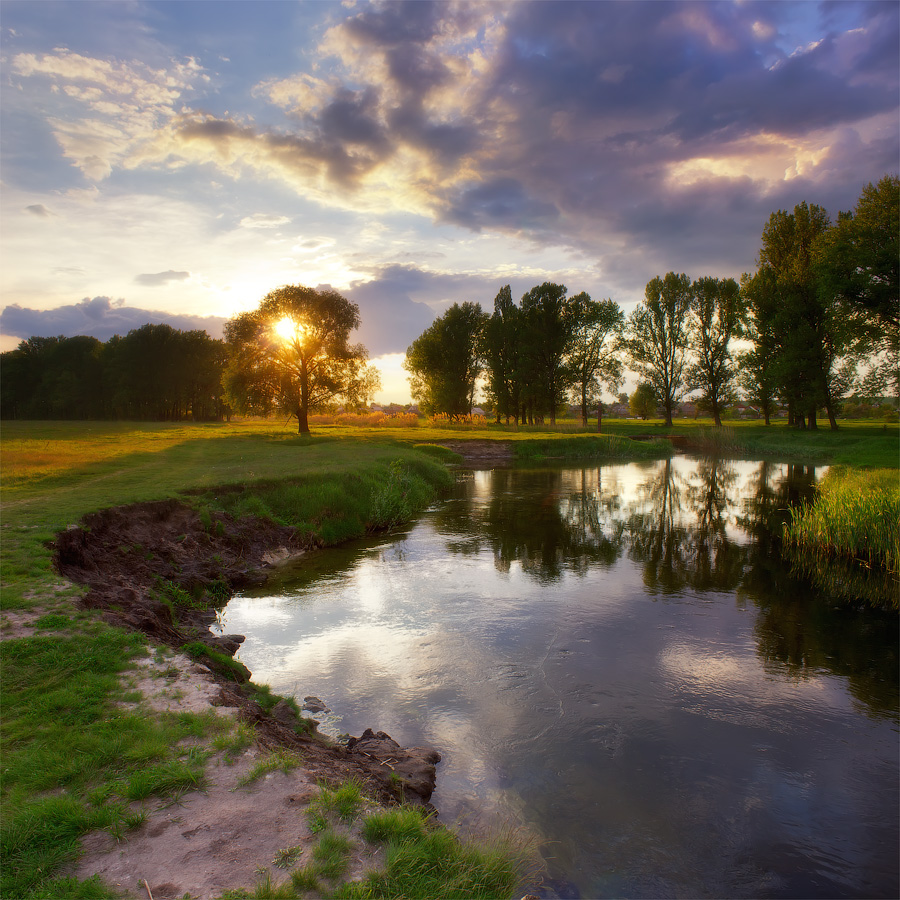
Річка Вовча
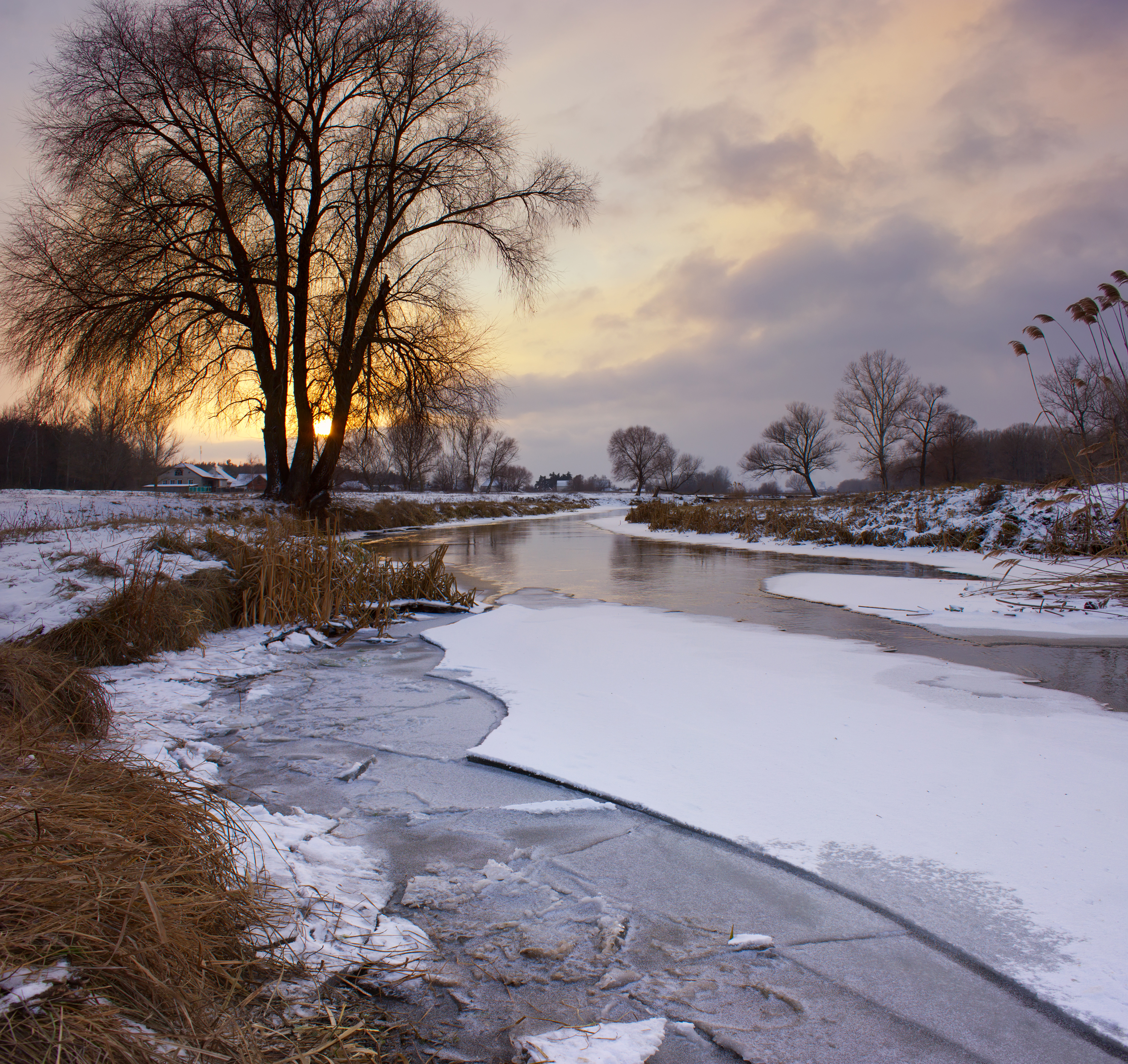
Річка Вовча взимку
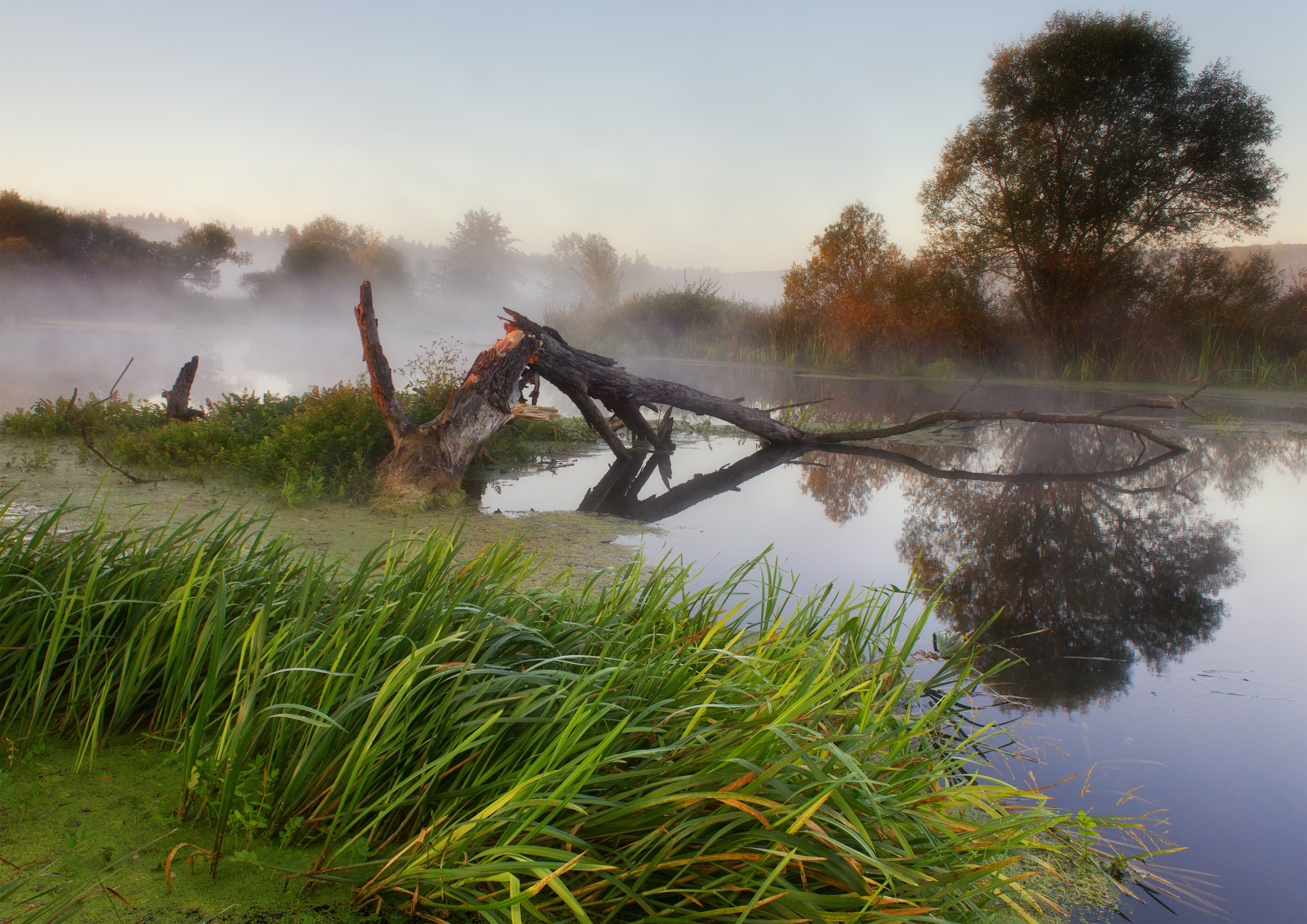
Туман на річці
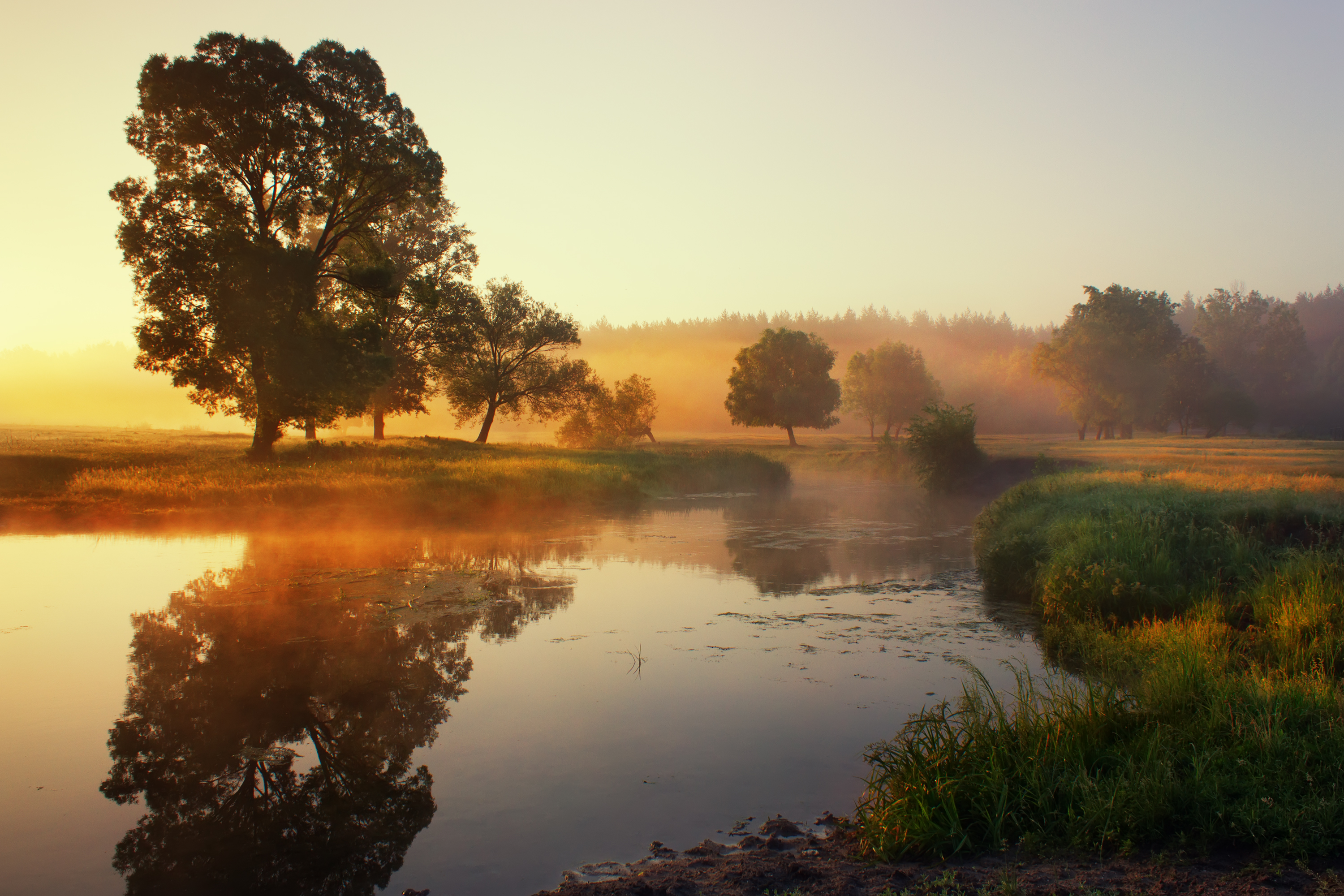
Ранок на річці Вовча